# Bataille de Borowe Młyny
Insurrection de Janvier
Batailles
- Ciółkowo (pl)
- Szydłowiec (pl)
- Lubartów
- Węgrów (pl)
- Rawa (pl)
- Sosnowiec (pl)
- Siemiatycze (pl)
- Słupcza (pl)
- Świętym Krzyż (pl)
- Miechów (pl)
- Staszów (pl)
- Krzywosądz (pl)
- Nowa Wieś (pl)
- Dobrą (pl)
- Małogoszcz (pl)
- Panki (pl)
- Myszków (pl)
- Pieskowa Skała (pl)
- Skała (pl)
- Chroberz (pl)
- Grochowiska (pl)
- Igołomią (pl)
- Radoszewice et Kiełczygłów (pl)
- Krasnobród (pl)
- Praszka (pl)
- Buda (pl)
- Borowe Młyny
- Ginietyny (pl)
- Golczowice (pl)
- Wąsosz (pl)
- Jaworznik (pl)
- Nowa Wieś (pl)
- Pyzdry (pl)
- Kobylanką (pl)
- Stok (pl)
- Krzykawka (pl)
- Biržai (pl)
- Ignacewo (pl)
- Huta Krzeszowska (pl)
- Horki (pl)
- Koniecpol (pl)
- Salicha (pl)
- Chruślina (pl)
- Nagoszewo (pl)
- Lututów (pl)
- Komorów (pl)
- Janów (pl)
- Ossą (pl)
- Chruślina (pl)
- Depułtycze (pl)
- Żyrzyn (pl)
- Złoczew (pl)
- Złoczew (pl)
- Fajsławice (pl)
- Sędziejowice (pl)
- Kruszyna (pl)
- Panasówka (pl)
- Sowiej Górze (pl)
- Małogoszcz (pl)
- Czarnca (pl)
- Mełchów (pl)
- Wiewiec (pl)
- Rybnica (pl)
- Opatów (pl)
- Mierzwin (pl)
- Huta Szczeceńska (pl)
- łży (pl)
- Lipa (pl)
- Opatów (pl)
- Bebelno
- Żeleźnica

La bataille de Borowe Młyny s’est déroulée le 16 avril 1863 pendant l’Insurrection de Janvier. Elle opposa une troupe polonaise commandée par le colonel Marcin Borelowski aux forces russes du major Iwan Sternberg.  
Borelowski comptait environ 300 insurgés qui étaient stationnés dans les bois entre les villes de Majdan Sopocki et Borowiec. Environ 1000 soldats russes venant de Tarnogród ont attaqué les polonais depuis Majdan Sopocki contraignant une partie des troupes polonaises à franchir la frontière avec l’empire austro-hongrois. Le reste des insurgés est parvenue à réaliser des contre-attaques à la baïonnette efficaces, ce qui permit de repousser l’assaut russe.   